# خداداد (فیلم)
خداداد فیلمی به کارگردانی و نویسندگی امین امینی ساختهٔ سال ۱۳۴۱ است.

## بازیگران
- منوچهر والی زاده
- ویدا قهرمانی
- تاج‌الملوک احمدی
- غلامحسین بهمنیار
- نصرت‌الله کنی
- میراحمد ایروانلو
- پریا
- محمد خامه سیفی
- مظفر نیکخواه
- نجفی
- عبدالخالق مقدم
- قاسم نیکخواه
- هوشیار